# 00 династия на Древен Египет
00-та династия на Древен Египет управлява около 3500 – 3200 пр.н.е. По време на нейното управление в Долен Египет същетствуват фазите на културата Накада – IIc, IId1, IId2, IIIa1 и IIIa2.

## Фараони
- Слон (егип. – Пен-Абу) – първият фараон от 00 династия.
- Бик – вторият фараон от 00 династия, син на фараон Слон.
- Скорпион I – третият и последен фараон от 00 династия, син на фараон Бик.